# トゥヌクダルスの幻視

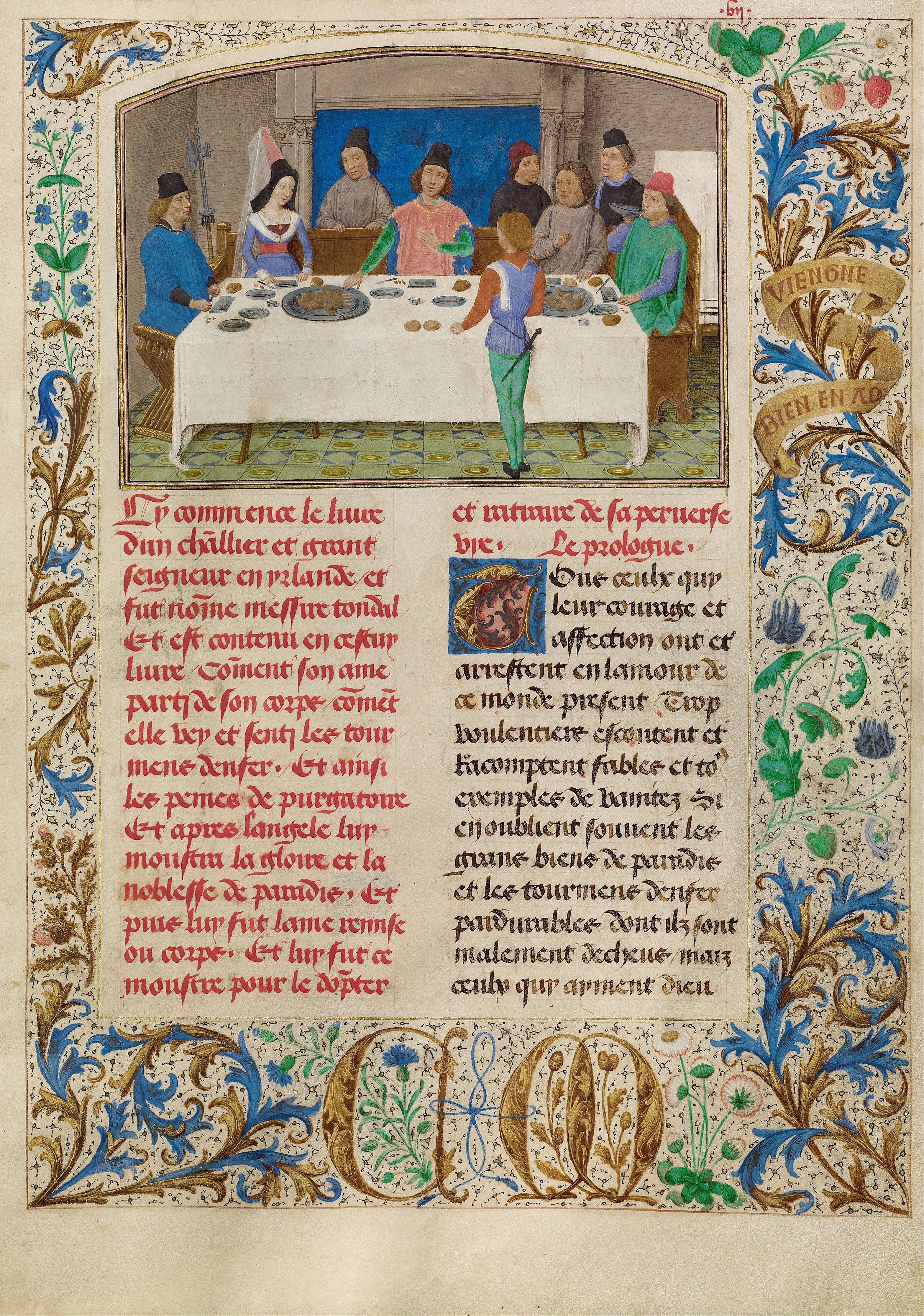
トゥヌクダルスの幻視
晩餐中のトゥヌクダルスの発作の場面

『トゥヌクダルスの幻視』（トゥヌクダルスのげんし、Visio Tnugdali）は、12世紀頃にアイルランド人でベネディクト会系の修道士であったマルクスがラテン語で執筆した異世界幻視譚である。『トヌグダルスの幻視』とも。
ヒルベニア（アイルランド）の騎士であったトゥヌクダルス (Tnugdalus) が体験したとされる幻視について散文で記述されており、レーゲンスブルクの聖パウロ女子修道院長のギゼラへと献呈された。

## 概要
1149年にレーゲンスブルクを訪れたマルクスという修道士が聖パウロ女子修道院長であったギゼラに依頼され、『トゥヌクダルスの幻視』を執筆した。
中世のヨーロッパにおいて死後の世界を描写する場合、幻視者の報告という形で記述される伝統があった。本項の幻視譚も、幻視者の報告を元にして修道士が書いたという形式となっている。
この幻視譚は、前述の形式の通り、トゥヌクダルスという貴族が語った幻視の内容を、マルクスがラテン語に翻訳した形で記述されているもので、トゥヌクダルスが発作で倒れてから、天使に導かれて死後の世界を幻視し、目覚めるという構成になっている。
トゥヌクダルスが幻視した死後世界は「未判決者の魂の場」と、「既判決者の魂の場」で構成されており、トゥヌクダルスの魂は地上から天使と共に上昇し、未決者の魂が存在する拷問所を通り、死の門より深淵へ落ちゲヘナへと向かう。その後、栄光の場へ向かい一望した後、天使により地上へと返される。歴史学者で日本語版訳者の千葉敏之は、この死後世界は大きくは「光明の世界」と「暗闇の世界」に分けられるが、未決者の魂が存在する場を煉獄とし、光明の世界を天国、死の門より下を地獄とも位置づけることができると解説した。この幻視譚は他の幻視譚と共に広く知られるようになり、のちのダンテ『神曲』などの幻視文学に大きな影響を与えた。

## 写本

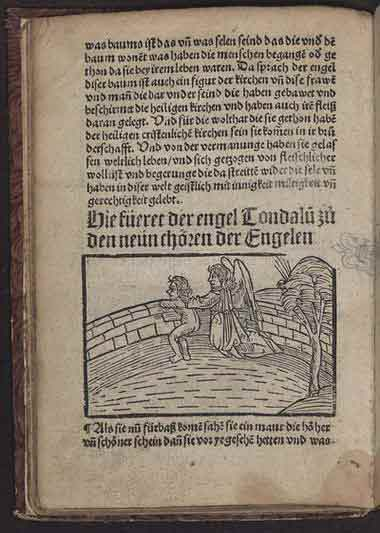
ドイツ語版のトゥヌクダルスの幻視

トゥヌクダルスの幻視は数多くの写本や印刷本が存在しており、元となるラテン語版とは別に、複数の言語により俗語版が作成された。ラテン語版の写本は54点が現存しており、最も古い版では12世紀頃に成立した7つの写本が残されている。

## 幻視譚
トゥヌクダルスは以下の幻視を口述し我らに警告した、とマルクスは幻視譚に記載した。

### 地上
発作により倒れたのち、トゥヌクダルスは悪霊に囲まれて罵倒される。その後、天使が現れ悪霊を引き下がらせ、トゥヌクダルスの魂と共に死後の世界へと向かう。
天使はトゥヌクダルスに「（私は）いつでも付き添っていたが、汝は一度も助言を聞かなかった」「汝は（さきほど罵倒していた）悪霊から助言を仰いでいた」と告げた。

### 人殺しへの最初の懲罰について
トゥヌクダルスは、大きな穴で「人殺し、親殺し、兄弟殺し」をした魂が燃え盛る炭と鉄の蓋で焼かれ溶かされている姿を見る。人殺しであるトゥヌクダルスはこの刑罰を恐れたが、「親殺し、母殺し、兄弟殺し」をしていないため、刑罰を逃れた。

### 策謀家と不実な者たちへの懲罰について
トゥヌクダルスは天使と共に巨大な山を越える。山越えの道の左右は、硫黄が燃えている側と、氷雪が吹き荒れる側に分かれており、道中では拷問人が山越えする魂を三又の槍で突き刺し、左右交互に拷問していた。

### 谷と傲慢の懲罰について
トゥヌクダルスは天使と共に硫黄の川が流れる深い谷にたどり着く。谷には細く長い橋が架けられており、谷底は永久の死だった。ここでトゥヌクダルスは巡礼の司祭だけが無傷で渡り切るのを見た。天使は深い谷は傲慢を罰し、硫黄の山は裏切り者を罰すると説明した。

### 強欲とその懲罰について

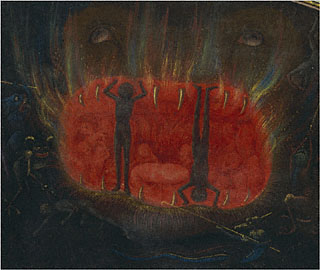
アケロン。片方の巨人は頭を下にした状態で柱のようになっている。

トゥヌクダルスは、山よりも巨大な獣（アケロン）を見る。強欲な者を飲み込む巨大な獣の口は、二人の巨人（フェルグシウスとコナルス）によって支えられており、三つの門のようになっていた。天使が去るとトゥヌクダルスの魂は悪霊たちによって獣の腹に入れられ、さまざまな獣や怪物による攻撃、悪霊の打擲、炎、寒さ、悪臭で拷問を受けた。トゥヌクダルスが罪を思い知ると獣の外に出され、天使と再会した。

### 盗人と強盗の懲罰について
トゥヌクダルスと天使は、荒れ狂う湖にたどり着く。湖には（硫黄の川が流れる谷に掛っていた橋よりも）長く狭い橋が架かっており、渡るものの足に突き刺さるよう、橋板には鉄釘が刺さっていた。また、湖には橋から落ちる魂を食べるために、獣たちがひしめき合っていた。天使は（トゥヌクダルスなどのように）多寡に係わらず盗みを働いたものが、その罪に応じて受ける刑罰だと説明した。トゥヌクダルスは代父より牛を盗もうとした罪により、牛を引いて渡ることとなった。苦労して橋の中途まで辿り着いたが、逆側から来た麦束の男と（その橋の幅の細さから）すれ違うことも引き返すこともできず、悲嘆に暮れ、責苦の中で自らの罪を嘆いていると、いつの間にかすれ違って橋を渡りきっており、天使と再会した。

### 飽食と姦淫者の懲罰について
トゥヌクダルスと天使は、燃え盛る釜のような館にたどり着く。館からは炎が吹き出しており、館に入ろうとする魂を焼いていた。
天使はトゥヌクダルスに「館から吹き出る炎からは逃れられるが、館には入らなければならない」と告げた。館の門の前では様々な拷問具をもった処刑人たちの姿が見えた。館の内部でトゥヌクダルスは切り刻まれると共に飢餓を覚えた。また、陰部には痛みと共に腐敗し獣が入り込んだ。そこには修道士や修道女もおり、彼らはより重い罰を与えられていた。
トゥヌクダルスがこれらの拷問の中で罪を認め、拷問に値すると考えるようになると、いつの間にか拷問場の外におり、天使と再会した。

### 修道会に属する修道士で姦淫した者、あるいは身分にかかわらず、度を越して堕落した者への懲罰について
トゥヌクダルスと天使が先へ進むと、氷の張った湖の上に、二本の足・二つの翼・長い首・鉄のクチバシ・鉄のひづめの火を噴く獣を見た。獣は魂を食べて胃袋で拷問したのち、氷上に魂を産み落とした。魂はまた同じ拷問を受けていた。
また、産み落とされた魂は男女とも妊娠しており、蛇を生んだ。蛇は灼熱の鉄でできた頭と鋭利なくちばしをもち、それで産んだものの体を切り裂き、尾にある無数のとげで魂を突きさしていた。
天使は、これらは聖職者でありながら神を欺いたもので、禁じられた行為を行ったことにより四肢を破壊され、舌を鋭くしたために灼熱の舌で貫かれ、禁じられた性交をしたために自ら獣を産み出す。また、聖職者だけではなく、過度の肉欲におぼれたものも同じ拷問を受けると言った。
トゥヌクダルスは肉欲の罪により、獣に食われることとなった。拷問の後に産み落とされ、蛇を生み出すときに、天使はトゥヌクダルスを癒し、これ以上は良いと告げた。

### 罪の上に罪を重ねた者の懲罰について
トゥヌクダルスと天使がとても長い死の道を進むとやがて谷に辿り着いた。そこにはいくつもの鍛冶屋の工房があり、ヴルカヌスと呼ばれる拷問人の手により、堕落した魂が炉にくべられ焼き溶かされていた。
いくつもの魂が鉄床の上で打ち付けられて、一つに固められると次の鍛冶場へと渡された。魂は鍛冶場から鍛冶場へ渡る度に焼かれ、溶かされ、打ち付けられ、灰となるまで続けられた。トゥヌクダルスはこの拷問を受けて苦しんだのち、天使により救い出された。
天使は、これまでの拷問は改悛すれば救済主（神）に許されるものであり、裁きを待つ魂たちであったが、ここから下は裁きが下された魂たちであるとトゥヌクダルスに伝えた。

### 冥府への降下から地獄の深淵まで

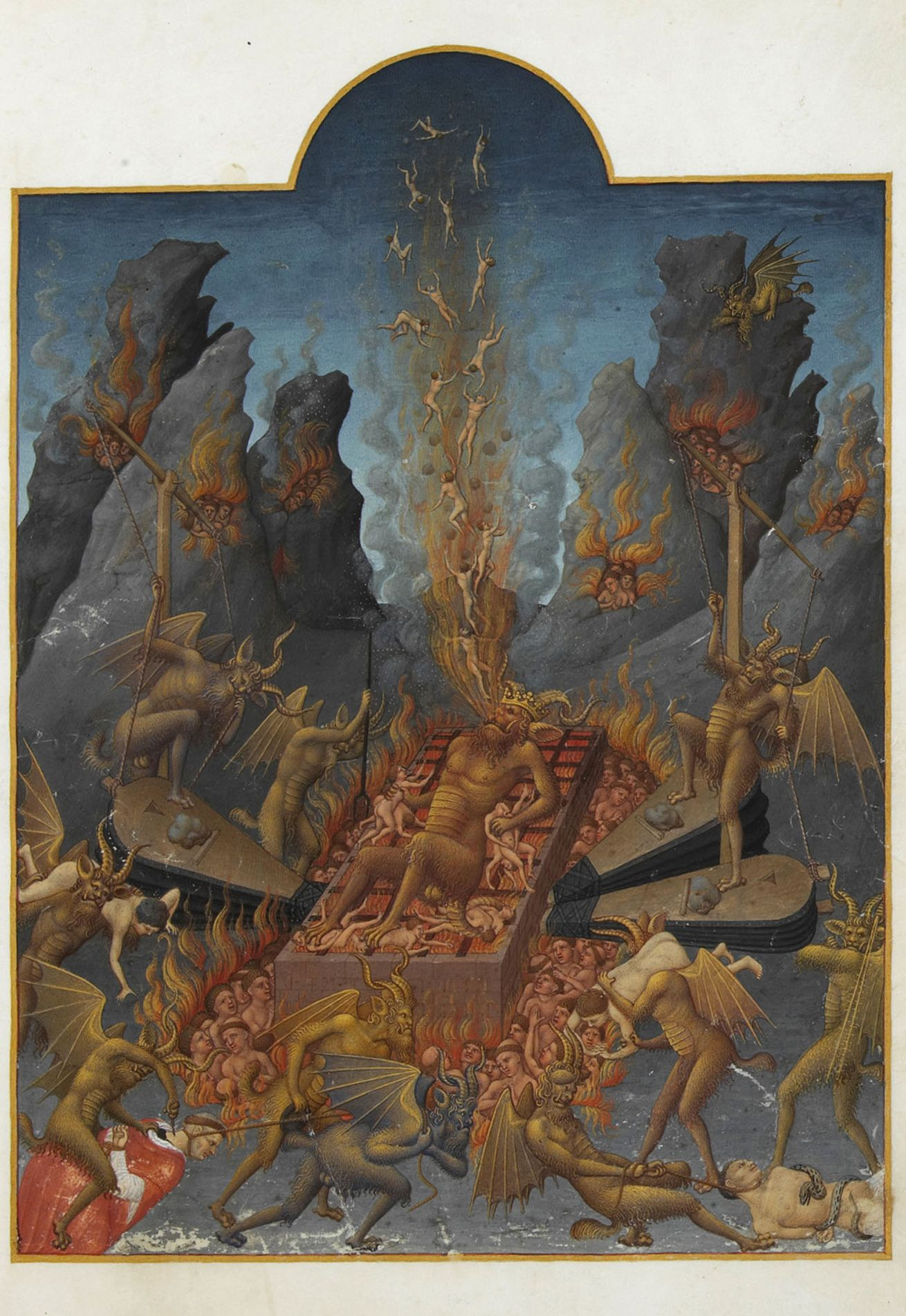
ベリー公のいとも豪華なる時祷書に収められた、ルキフェルとサタンの従僕、慈悲に値しないアダムの末裔

トゥヌクダルスが天使と共に進むと、不意に恐怖と暗闇に襲われ、天使の姿が見えなくなった。
いままでよりもより低いその場所（冥府）には、四角い濠があった。そこでは炎の柱が吹き上がり、炎の中には無数の魂と悪霊がいた。
トゥヌクダルスが悪霊により連れ去られそうになると、天使が現れて悪霊を追い払った。
天使はトゥヌクダルスの魂を地獄の門へと導いた。トゥヌクダルスがそこから地獄の深淵を覗いたところ、語れぬほどの拷問などと共に巨大な悪魔ルキフェル (Lucifer)を見た。怪物は鉄の網に鎖で結び付けられて焼かれる拷問を受けながら、周りの魂へと拷問を与えていた。

### 極悪ならぬ悪人が受ける節度ある懲罰について
トゥヌクダルスが天使の後を追うと、光に満ちた場所に出た。そこには高い壁があり、その壁で風雨を避ける大勢の男女がいた。天使は、彼らは悪人だが極悪人ではなく、貧者に充分な施しを与えなかったものたちで、数年間にここで風雨を耐えたのちにより良い場所へ導かれると言った。

### 喜びの野、生命の泉と完全ならぬ善人の憩いの場について
トゥヌクダルスが先に進むと門が見えた。そこには夜は無く太陽が沈まず、飲めば永久の生を得る生命の水が湛えられた泉があった。天使は、ここは完全な善人ではない者たちの憩いの場所だと言った。

### 王コンコベルと王ドナークスについて
トゥヌクダルスがまた先に進むと、コンコベル王（コンホヴァル・ウア・ブリアン）とドナークス王（ドンハド・マク・カルシー）がいた。
トゥヌクダルスは彼らは生前は残忍かつ敵同士であったので驚くと、天使は、死ぬ前に敵対関係を悔い改め、コンコベルは病が治ったのちは修道士になる誓いから、ドナークスは捕虜となった後に全ての財産を貧者に与えたので罪に問われなかったと言った。

### 王コルマクスについて
トゥヌクダルスがまた先に進むと、金銀・宝石で作られた邸宅が見えた。邸宅には玉座があり、トゥヌクダルスのかつての主君であったコルマクス王（コルマク・マク・カルシー）が座っていた。
トゥヌクダルスが邸宅を出るコルマクスを追いかけると、コルマクスの臍から上は贖罪服の姿に変わり、臍から下は火に焼かれている姿を見た。天使はトゥヌクダルスに、彼は毎日3時間拷問を受け、残りの21時間は休むと言った。

### 敬虔なる夫婦の栄光について
トゥヌクダルスがまた先に進むと、高く立派な銀の壁が見えた。トゥヌクダルスは気が付くと壁を通り抜けており、芳しい野の中に美しい聖者たちの聖歌隊を見た。
天使は、これは敬虔な夫婦の憩いの場所だと言った。

### 殉教者と貞淑な者たちの栄光の場について
トゥヌクダルスが天使とともに上昇した先では、（先の銀の壁と）同じくらい大きな金の壁が見えた。壁を通り抜けると、美しい座席が並んでおり、長老たちが座っていた。また美しく着飾った男女たちがおり、彼らは聖歌を歌っていた。天使は、彼らは殉教者で神の友となった聖人たちであると言った。

### 修道士と修道女の栄光の場について
トゥヌクダルスが辺りを見回すと、いくつもの美しい布でできた天幕を見つけた。また、天幕からは美しい音楽が聞こえた。天使は、これらの天幕は修道士や修道女の憩いの場であると言った。トゥヌクダルスが天幕の中を見ると、修道士たちは天使のように美しく、（沈黙を愛好することから）唇を動かさないまま美しい歌を奏でていた。

### 教会の守護者と創設者たちについて
トゥヌクダルスは天使に振り返るよう言われた。そこには果実を実らせた大樹があり、葉には歌う鳥たちが、枝の下には美しい花々や芳しいハーブが生えているのが見えた。樹の下では、何人もの男女が金の王冠や錫杖を持ち、金と象牙の房室で神を称えていた。天使は、この樹は聖なる教会の象徴であり、彼らは教会の創設者と守護者たちであると言った。

### 処女の栄光の場と天使の九位階について

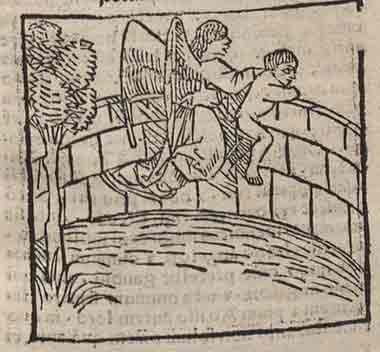
第九の栄光の場を覗くトゥヌクダルスと天使

トゥヌクダルスと天使がまた先に進むと、これまでにないほど美しい宝石で作られた壁が見えた。二人が壁を登ると、そこで九つの位階の天使たちを見た。その場所からは世界の全てが見渡すことができ、また、様々な知識が与えられたので、天使に質問することはなかった。

### 証聖者聖ルアダヌスについて
そうしているトゥヌクダルスの前に聖ルアダヌス(en:Ruadhan of Lorrha)が現れ、彼を抱きしめて「主は今からとこしえに至るまで、あなたの出ると入るとを守られるであろう。(詩篇 121:8)」を唱え「吾は汝の守護者であり、埋葬を権利によって負うものだ」と伝えた。

### 聖パトリキウスと四名の名高い司教について
トゥヌクダルスが辺りを見ると、聖パトリキウスが大勢の司教たちと一緒にいる姿が見えた。その司教たちの中にはケレスティヌス、マラキアス、クリスティアヌス、ネミアスらの姿があった。彼らの隣には飾られた席があったが、誰も座っていなかった。トゥヌクダルスが誰の席か尋ねると、マラキアスは、我らの兄弟のものだが彼は未だ肉体を去っていないと答えた。
天使はトゥヌクダルスに肉体に戻るよう告げた。

### 地上へ
トゥヌクダルスは栄光の場に留まることを許されず、天使に「聖書の言葉を信じていなかったが為に地上に戻される。肉体に帰り、悪行から身を遠ざけよ」と告げられると、地上で目を開いた。
周りにいた聖職者たちを見回すと、感謝を述べて聖体を拝領し、持ち物全てを貧者に分け与えた。そして、自らの衣装には十字の印を入れるよう命じた。